# آشپزی یمنی
غذاهای یمن از غذاهای گسترده‌تر خاورمیانه متمایز است، اما با درجه ای از تنوع منطقه ای. اگرچه برخی از تأثیرات خارجی در برخی مناطق کشور مشهود است (با تأثیرات عثمانی در صنعا، در حالی که نفوذ هند در مناطق جنوبی اطراف عدن و مکلا مشهود است).
تقدیم سخاوتمندانه غذا به میهمانان یکی از آداب و رسوم در فرهنگ یمن است و نپذیرفتن آن از مهمان توهین محسوب می‌شود. وعده‌های غذایی معمولاً در حالت نشسته روی زمین مصرف می‌شوند. برخلاف سنت در اکثر کشورهای عربی، ناهار غذای اصلی روز در یمن است نه شام.
در یمن، بسیاری از آشپزخانه‌ها دارای تنور هستند که یک اجاق سفالی گرد است. گوجه فرنگی، پیاز و سیب زمینی از میوه‌ها و سبزیجات اصلی در غذاهای یمنی هستند.

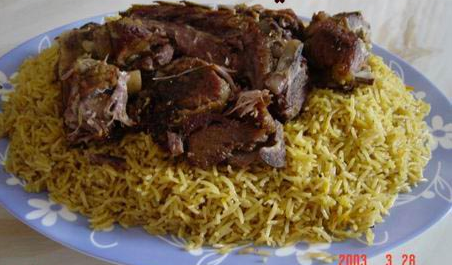
ماندی خانگی غذای ملی یمن محسوب می‌شود. اصالتاً از استان حضرموت یمن است

مرغ، بز و بره گوشت‌های اصلی در یمن هستند و بیشتر از گوشت گاو خورده می‌شوند. ماهی نیز به ویژه در مناطق ساحلی مصرف می‌شود.
پنیر، کره و سایر محصولات لبنی کمتر در رژیم غذایی یمنی‌ها رایج است. با این حال، دوغ تقریباً روزانه در برخی از روستاها استفاده می‌شود. پرمصرف‌ترین چربی‌ها روغن نباتی و روغنی است که در غذاهای مرزه استفاده می‌شود، در حالی که روغن حیوانی که به سمن معروف است در شیرینی‌ها استفاده می‌شود.
از لوبیا در غذاهای یمنی مانند سالاد لوبیا استفاده می‌شود. از عدس در غذاهایی مانند خورش نیز استفاده می‌شود.

## غذاهای یمنی

### غذاهای صبحانه
مردم یمن ترجیح می‌دهند صبح‌ها غذاهای گرم بخورند. به‌طور معمول، این وعده غذایی شامل انواع مختلف شیرینی با یک فنجان قهوه یا چای یمنی است.
یک وعده غذایی مقوی‌تر اغلب شامل حبوبات، تخم‌مرغ یا حتی گوشت بریان شده یا کباب است که معمولاً با نوعی نان یا به‌صورت ساندویچ سرو می‌شود. مردم یمن همچنین یک غذای صبحانه درست می‌کنند که از جگر بره یا گوشت گاو درست می‌شود که برای غیر یمنی‌ها یک خوراکی عجیب و غریب محسوب می‌شود.
غذاهای رایج در صبحانه عبارتند از فتاح، فاتوت، فول مدام، متباق و شاکشوکا.

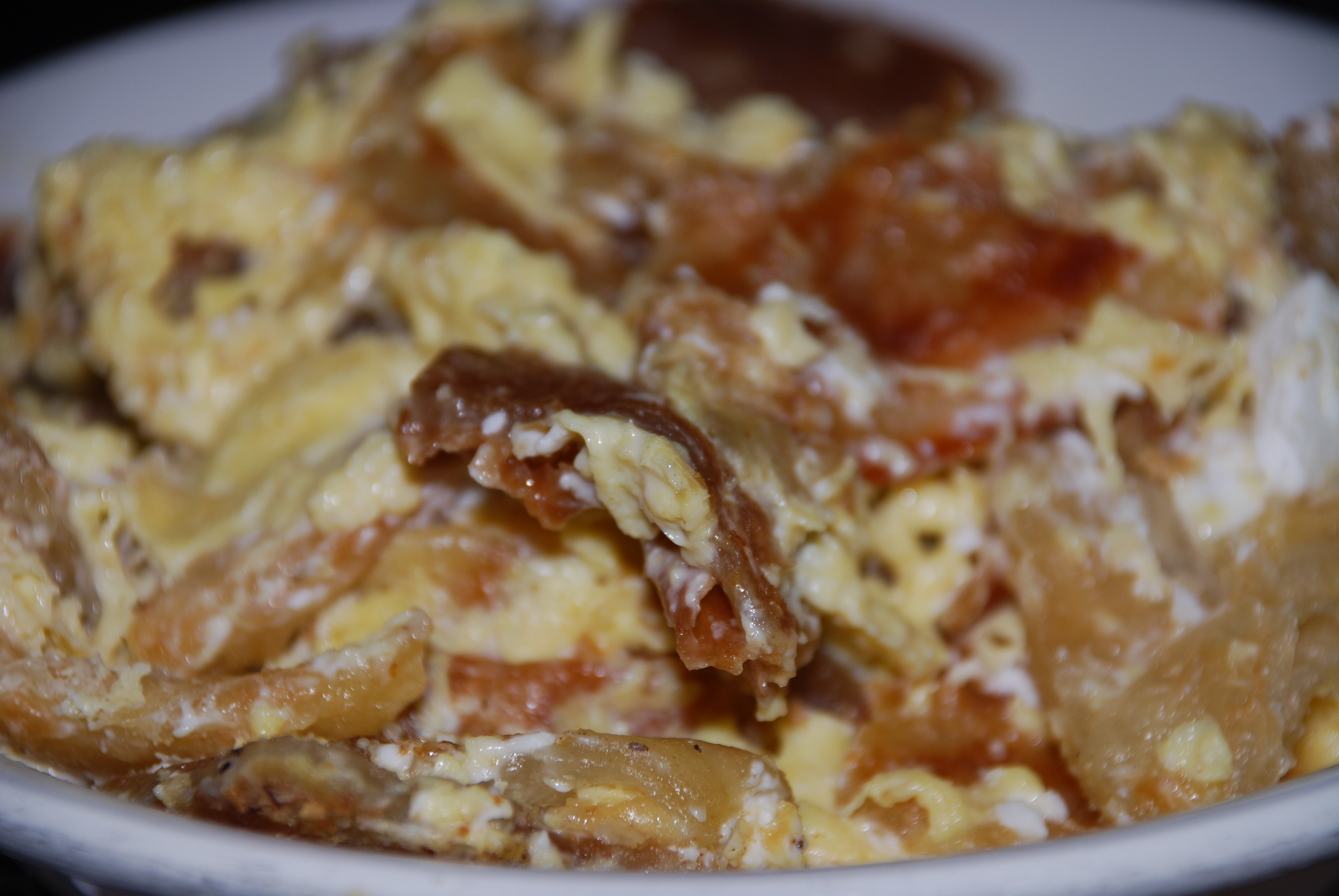
یک عدد نان سرخ شده با تخم مرغ

### غذاهای ناهار
برخلاف اکثر کشورها، ناهار وعده غذایی اصلی روز در یمن است. بیشترین مقدار گوشت، مرغ و غلات در وعده ناهار مصرف می‌شود.
غذاهای رایج در ناهار عبارتند از:

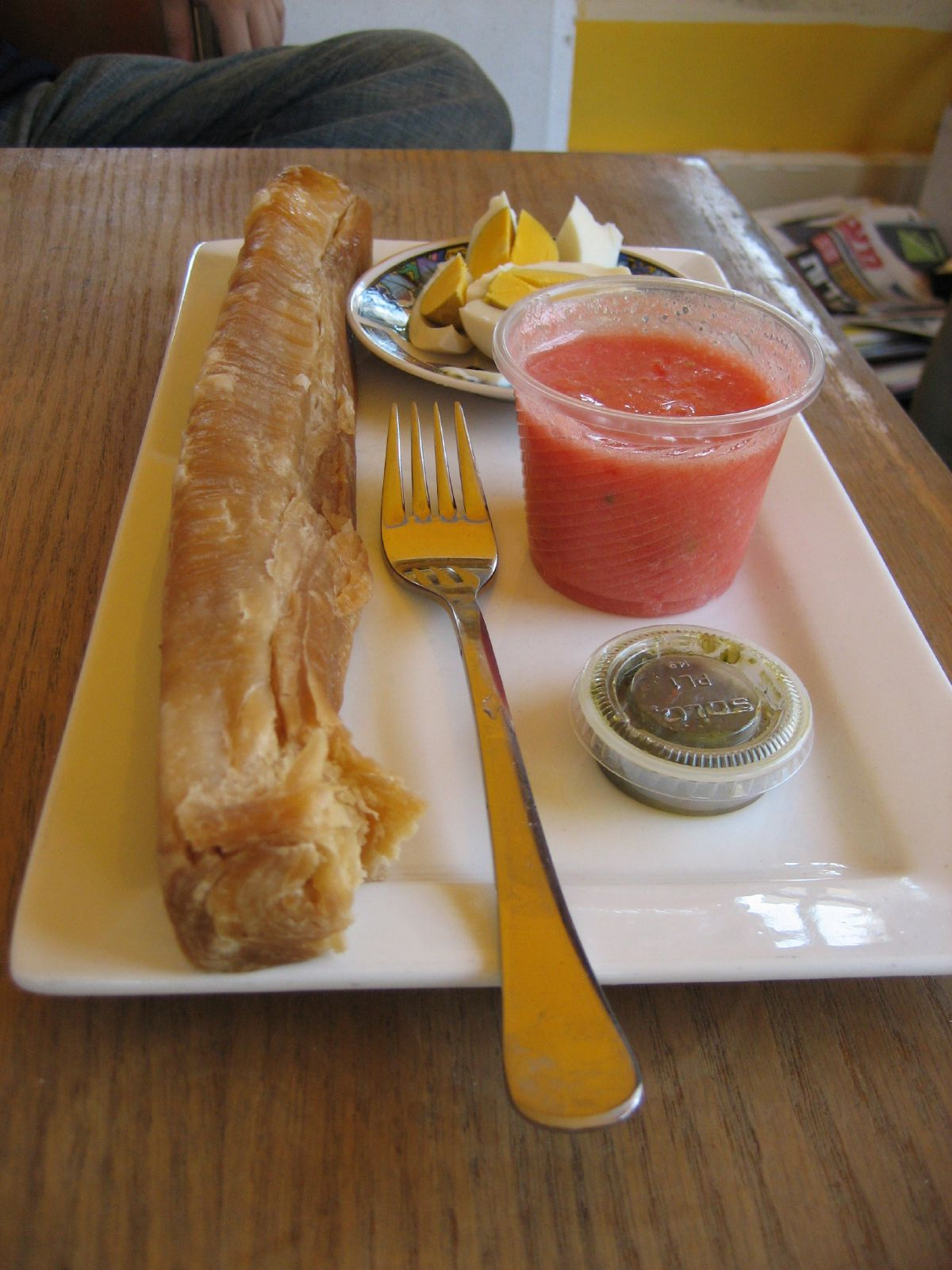
جحنون با تخم مرغ پخته شده در فر، گوجه فرنگی تازه رنده شده و ژوگ سرو می‌شود

- خمیر: غذای پخته شده از آرد گندم پخته شده خمیر، گاهی با اضافه کردن کره یا عسل
- فحسا - یک خورش یمنی که از کتلت بره با آب گوشت بره درست می‌شود

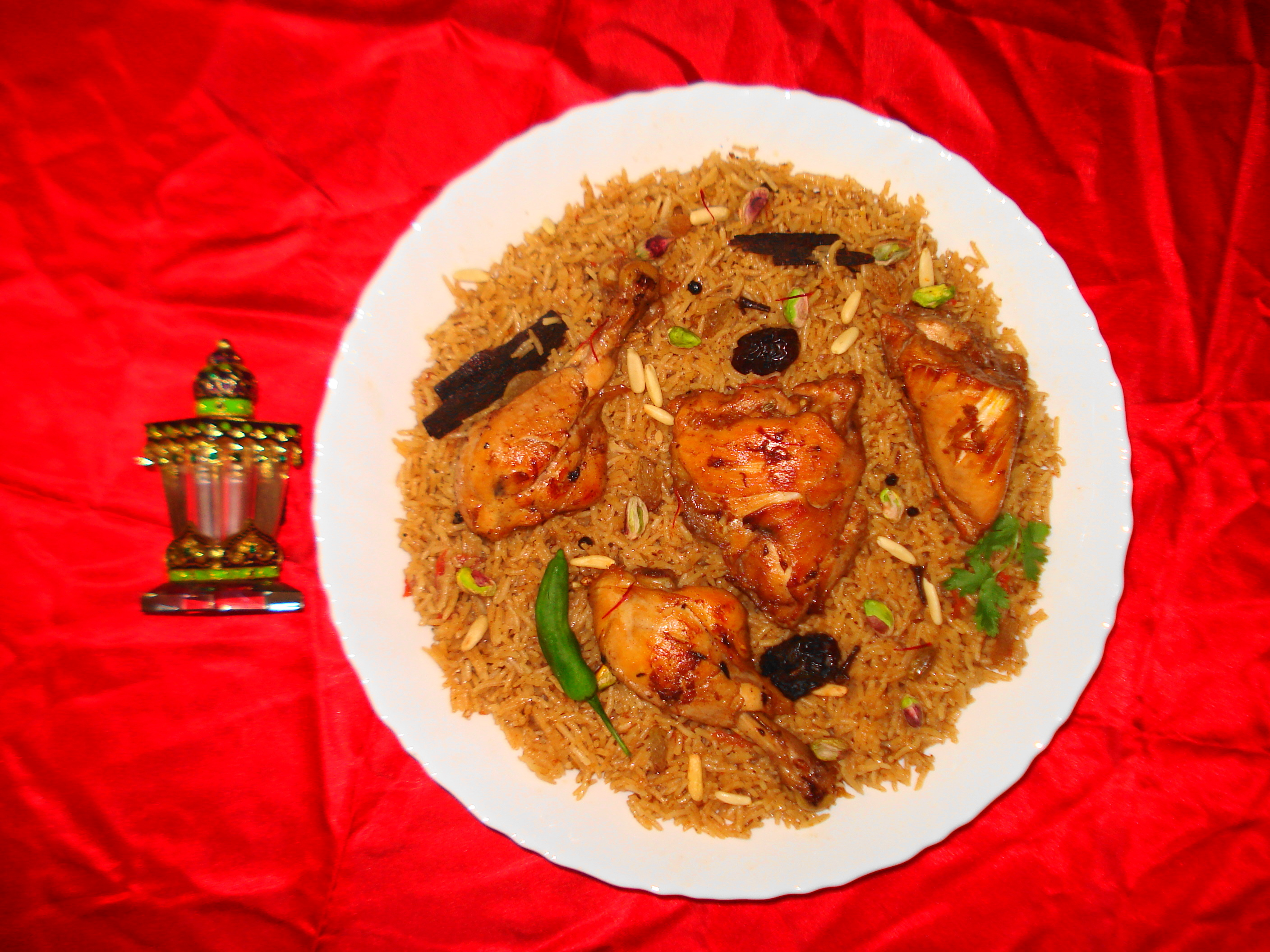
کبسا در کشورهای عربی حاشیه خلیج فارس به ماچبوس نیز معروف است

- فتاح - غذایی که با تکه‌های نان تازه، برشته، کبابی یا کهنه و پوشیده از مواد دیگر درست می‌شود.
- حنیت - یک غذای بره با آهسته کباب شده که در تنور با ادویه مالشی پخته می‌شود و معمولاً در بشقاب برنج سرو می‌شود.
- خرگوش - گندم آب‌پز، ترک خورده یا درشت آسیاب شده، مخلوط با گوشت و چاشنی شده

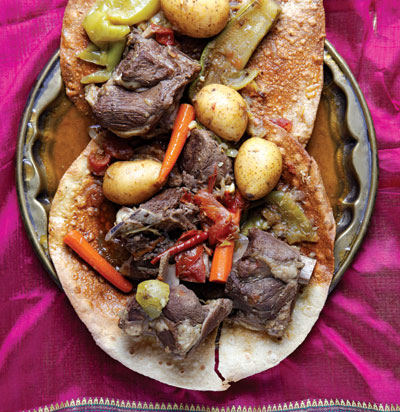
تهیه خشک بره تارید

- جحنون - یک شیرینی یهودی یمنی است که به‌طور سنتی در صبح شبات سرو می‌شود
- کبسا - یک غذای برنج مخلوط که در یک بشقاب عمومی سرو می‌شود
- کومرو – با باقلا، سیر، قیمه، فلفل سیاه و نمک درست می‌شود
- مندی - گوشت و برنج با ترکیب خاصی از ادویه جات ترشی جات، پخته شده در گودال زیرزمینی
- سماک موفا - ماهی کبابی به سبک یمنی
- شفوت - معمولاً با لاهه (نان مسطح خمیر ترش) یا نان خرد شده، هاکین تهیه می‌شود. (دوغ سنتی) یا ماست، ژوگ و تره فرنگی
- شویه- مرغ جوجه گردان به سبک یمنی
- ثارید - تکه‌های نان در یک آبگوشت سبزیجات یا گوشت
- ژوگ - یک سس سبز تند ساخته شده از گیاهان تازه، سیر، فلفل قرمز، روغن زیتون، لیمو و ادویه جات تازه آسیاب شده‌است.[۱]
- زوربیان – غذایی که با گوشت بره، برنج و زعفران درست می‌شود

## غذای ملی
پس از اتحاد یمن در سال ۱۹۹۰، هر دو یمن شمالی و جنوبی غذاهای مشابهی داشتند. علیرغم تنوع منطقه ای، سالتا به عنوان غذای ملی یمن در نظر گرفته می‌شود. رایج‌ترین غذاهایی که در سراسر یمن مصرف می‌شود با برنج و گوشت بره درست می‌شود.
در یمن راه‌های زیادی برای تهیه گوشت بره وجود دارد. با این حال، به‌طور کلی، بره معمولاً تکه‌های بزرگ استخوانی است. می‌توان آن را در آبگوشتش بجوشانند و به آن مرااق بگویند و مانند حنیث در تنور کباب کنند.

## انواع نان یمنی

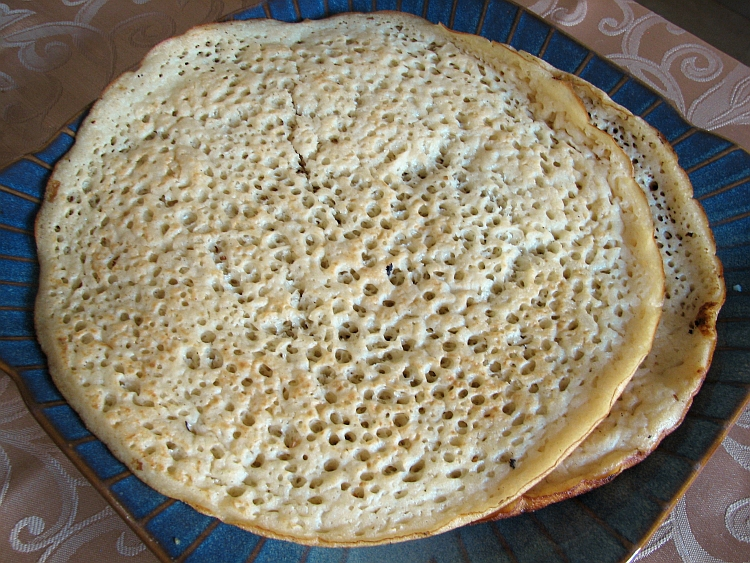
لاهه

نان‌ها بخشی جدایی ناپذیر از غذاهای یمنی هستند که بیشتر آنها از غلات محلی تهیه می‌شوند. نان‌های مسطح بدون خمیر معمولی هستند. نان صافی که از آرد گندم تهیه می‌شود، طالوف، رایج‌ترین نان در بین همه نان‌ها است. اجازه داده می‌شود خمیر با حمیرا (مخمر) تخمیر شود، در حالی که برخی قبل از پخت، سطح خمیر را با یک دسته آماده از شنبلیله بدون مزه (حیلبا) می‌مالند. اینها را تقریباً همیشه در خانه در تنور سفالی می‌پختند.

### سایر غذاهای غلات یمنی
- عصیط - کنجاله سورگوم، آرد ذرت، یا کنجاله جو سبز که پس از جوشاندن در آب به صورت خمیر غلیظی در می‌آید.[۳] قبل از غذا سمنه یا روغن اضافه می‌کنند. برخی در طول وعده غذایی بعدازظهر (معمولاً با انگشتان دست جمع می‌شوند)، جایی که سوپ و گوشت سرو می‌شود، عصیت می‌خورند، در حالی که برخی دیگر آن را همراه با حیلبا ("عروسک شنبلیله") در سوپ می‌گذارند.[۴]
- هاریش - یک غذای غلیظ (بلغور) که با گندم ترک خورده درست می‌شود.الگو:۱/۴الگو:۱/۳ کامل هسته که در مجموع به عنوان ğašūš شناخته می‌شود. عده ای هم سمنه (کره صاف شده)، عسل یا شکر را به هریش اضافه می‌کنند.

در یمن، حریش معمولاً در صبح‌های سرد زمستان خورده می‌شود و به دلیل فواید سلامتی در نظر گرفته شده، در هفته‌های اول پس از زایمان به زنان، همچنین به افراد ناتوان، ضعیف و ضعیف داده می‌شود.
به‌طور مشابه، هریس یک غذای غلات غلیظ است که با گندم، برنج، عدس یا لوبیا شکسته تهیه می‌شود و از قبل در آب پخته شده و مقداری گوشت یا مغز استخوان اضافه شده‌است، همراه با سبزیجات - پیاز بهار (پیازچه)، سیر. ، گوجه فرنگی و موارد دیگر.
- ماتیط - یک غذای نازک و فرنی (فرنی) که با گندم یا جو آسیاب شده (مطیت شییر) تهیه می‌شود، با سمنه و گاهی با پیاز رنده شده یا مرزنجوش می‌نوشند که طعم تلخی به آن می‌دهد.[۴]
- نشوف - غذای نازک و دانه‌ای (فرنی) که با گندم شکسته درست می‌شود، با سمنه، شکر یا عسل پخته می‌شود و معمولاً برای صبحانه از ظرف می‌نوشند. روستاییان نشوف را با شیر ترش می‌پزند و برای طعم دادن به آن زوغ (سس فلفل دلمه ای تند) اضافه می‌کنند، غذایی که در محلی به نام نشوف آلا زوم شناخته می‌شود.[۶]

## ادویه‌ها
در بسیاری از غذاهای یمنی از مخلوط ادویه معروف به حوائج استفاده می‌شود. حوائج شامل انیسون، دانه رازیانه، زنجبیل و هل است.
غذاهای یمنی اغلب داغ و تند با استفاده از فلفل چیلی، زیره، دانه گشنیز، زردچوبه و سایر ادویه‌ها تهیه می‌شود. از گیاهانی مانند شنبلیله، نعناع و گشنیز نیز استفاده می‌شود. شنبلیله به عنوان یکی از مواد اصلی در تهیه رب یا سسی به نام هولبا (همچنین هولبا) استفاده می‌شود. ادویه محبوبی که در نان‌ها (از جمله کوبنه و صبایه) استفاده می‌شود، زیره سیاه است که با نام عربی حبسودا (حبت به عنوان سودا) نیز شناخته می‌شود.

## دسر و شیرینی
بنت الصحن (صباحن) یک کیک عسلی یا نان شیرین از غذاهای یمنی است. از خمیری با آرد سفید، تخم مرغ و مایه خمیر تهیه می‌شود که سپس در مخلوط عسل و کره سرو می‌شود.
دسرهای رایج دیگر عبارتند از میوه‌های تازه (انبه، موز، انگور، و غیره)، باقلوا، باسبوسا، کنافه، زالبیه، حلوا، راوانی، و ماسوب. «معصوب» دسری بر پایه موز است که از موز خیلی رسیده، نان آسیاب شده، خامه، پنیر، خرما و عسل درست می‌شود.

## نوشیدنی‌ها
شاهی حلیب (چای شیر که بعد از قات سرو می‌شود)، چای سیاه (با هل، میخک یا نعناع)، قشر (پوسته قهوه)، قاهوا (قهوه عربی)، کرکده (دم کرده گل‌های خشک شده هیبیسکوس)، نقیع الذبیب. (نوشیدنی کشمش سرد)، و دیبا (شهد کدو حلوایی) نمونه‌هایی از نوشیدنی‌های محبوب یمنی هستند. آب انبه و گواوا نیز محبوب هستند.
اگرچه قهوه و چای در سرتاسر یمن مصرف می‌شود، قهوه نوشیدنی ترجیحی در صنعا است، در حالی که چای سیاه نوشیدنی انتخابی در عدن و حضرموت است. چای همراه با صبحانه، بعد از ناهار (گاهی با شیرینی و شیرینی) و همراه با شام مصرف می‌شود. طعم دهنده‌های محبوب عبارتند از میخک با هل و نعنا. نوشیدنی تهیه شده از پوسته قهوه به نام قشر نیز میل می‌شود.
نوشیدنی‌های الکلی به دلایل فرهنگی و مذهبی نامناسب تلقی می‌شوند.